# Komisariat Straży Celnej „Brzeźno”

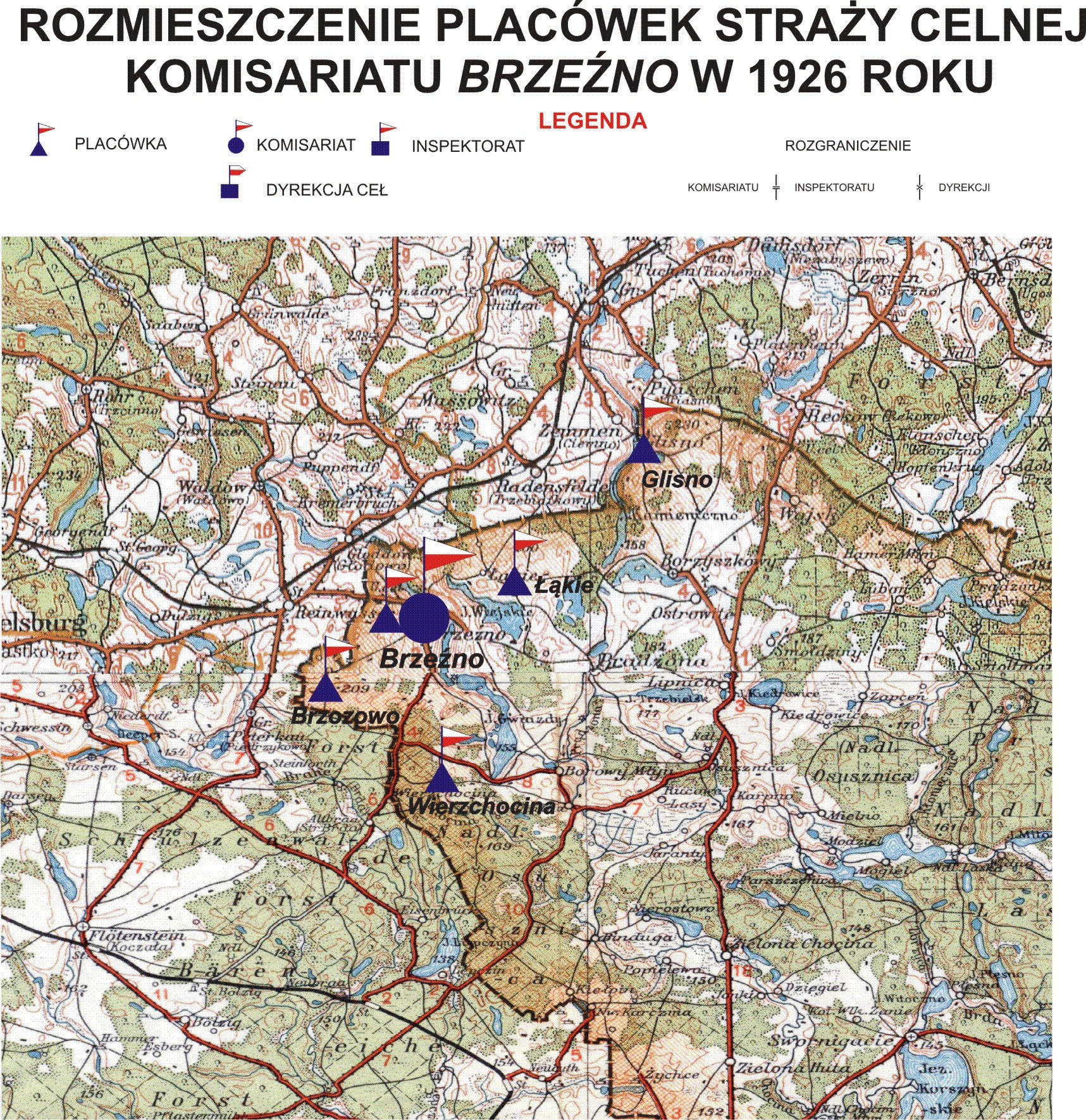
Komisariat Brzeźno

Komisariat Straży Celnej „Brzeźno” – jednostka organizacyjna Straży Celnej pełniąca służbę ochronną na granicy polsko-niemieckiej w latach 1921–1928.

## Formowanie i zmiany organizacyjne
Na wniosek Ministerstwa Skarbu, uchwałą z 10 marca 1920 roku, powołano do życia Straż Celną. Od połowy 1921 roku jednostki Straży Celnej rozpoczęły przejmowanie odcinków granicy od pododdziałów Batalionów Celnych. Proces tworzenia Straży Celnej trwał do końca 1922 roku. Komisariat Straży Celnej „Brzeźno”, wraz ze swoimi placówkami granicznymi, wszedł w podporządkowanie Inspektoratu Straży Celnej „Chojnice”.
W drugiej połowie 1927 roku przystąpiono do gruntownej reorganizacji Straży Celnej. W praktyce skutkowało to rozwiązaniem tej formacji granicznej. Rozporządzeniem Prezydenta Rzeczypospolitej Polskiej Ignacego Mościckiego z 22 marca 1928 roku w jej miejsce powoływano z dniem 2 kwietnia 1928 roku Straż Graniczną.
Rozkazem nr 2 z 19 kwietnia 1928 roku w sprawach organizacji Pomorskiego Inspektoratu Okręgowego dowódca Straży Granicznej gen. bryg. Stefan Pasławski powołał komisariat Straży Granicznej „Prądzona”, który przejął ochronę granicy od rozwiązywanego komisariatu Straży Celnej. 

## Służba graniczna
Sąsiednie komisariaty
- komisariat Straży Celnej „Przymuszewo”  ⇔ komisariat Straży Celnej „Konarzynki” − 1926

## Funkcjonariusze komisariatu
Obsada personalna w 1926:
- kierownik komisariatu – komisarz Antoni Wiemann
- pomocnik kierownika komisariatu – starszy przodownik Ignacy Markowski

## Struktura organizacyjna
Organizacja komisariatu w 1926 roku:
- komenda – Brzeźno
- placówka Straży Celnej „Wierzchocin”[8] (Wierzchocina[4])
- placówka Straży Celnej „Brzozowo”
- placówka Straży Celnej „Brzeźno”
- placówka Straży Celnej „Łąkie”
- placówka Straży Celnej „Gliśno”[a]